# Michelangelo Abbado

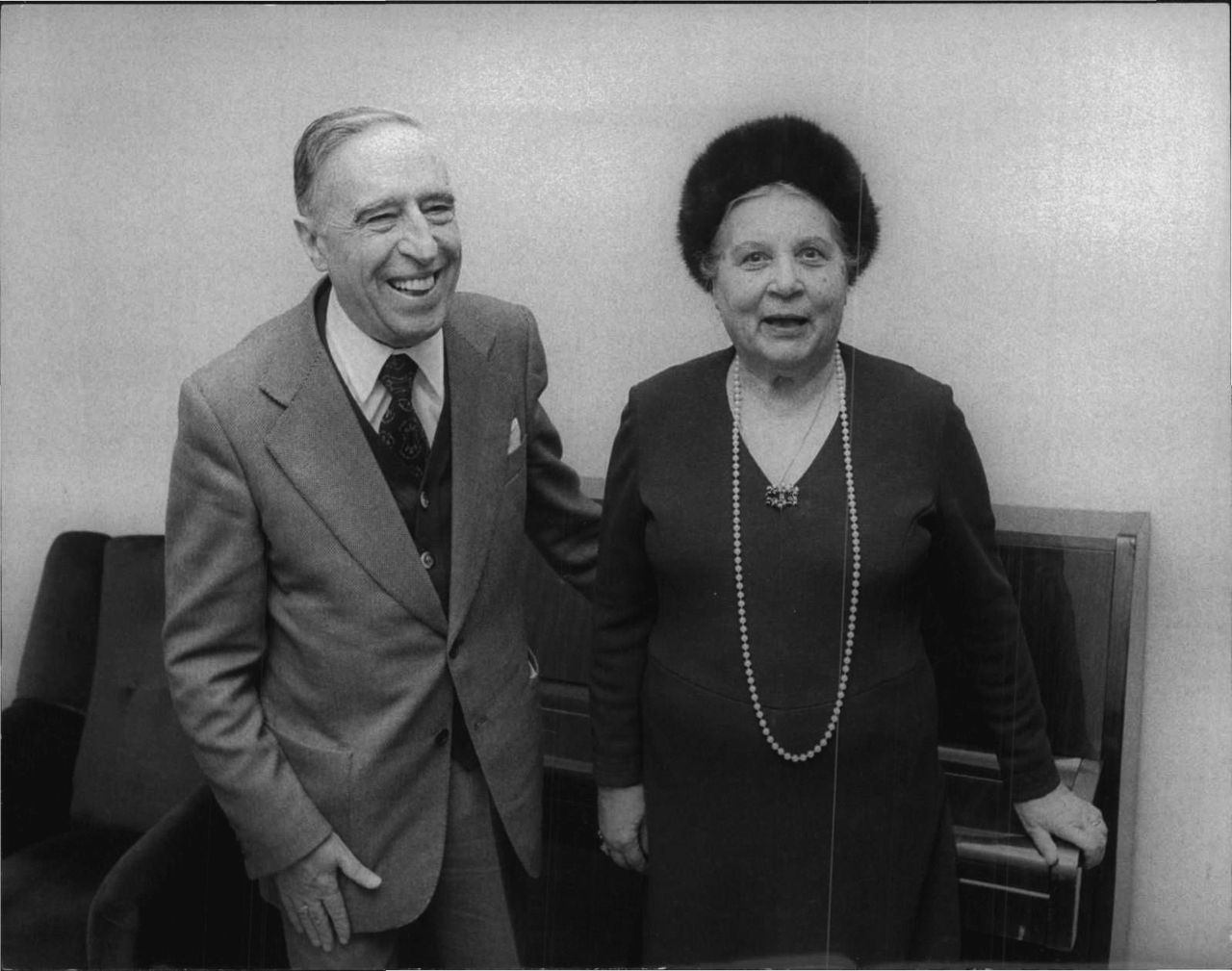
Michelangelo Abbado mit seiner Frau

Michelangelo Abbado (* 22. September 1900 in Alba, Provinz Cuneo; † 24. September 1979 in Gardone Riviera) war ein italienischer Violinist, Dirigent und Musikpädagoge.

## Leben
Sein Vater war Michele Abbado, seine Mutter Vittoria Gallian. Michele war Naturwissenschaftler und Hochschullehrer. Er spielte Violine, Viola und Klavier, wenn auch nur sporadisch, komponierte und leitete Theateraufführungen. Sein Vater erteilte Michelangelo ab 1906 Unterricht in Musiktheorie. Ab 1907 besuchte er das Konservatorium Giuseppe Verdi in Mailand. Er wurde der Musiktheorieklasse von Ettore Pozzoli (23. Juli 1873 – 9. November 1957) zugeteilt. Ab 1908 erhielt er Violinunterricht bei Enrico Polo (18. November 1868 – 3. Dezember 1953 ). Am 12. Mai 1917 erhält er sein Meisterdiplom als Violinist. Bei Giacomo Orefice ( (27. August 1865 – 22. Dezember 1922) nahm er Kompositionsunterricht. Am 8. Juli 1922 erringt er sein Kompositionsdiplom mit Bestnote. 1923 gewann er einen Violinwettbewerb am Konservatorium Vincenzo Bellini in Palermo und erhielt ab dem 1. Januar 1924 dort eine Violinprofessur. Am 31. Juli 1925 heiratete er Maria Adele (Carmela) Savagnone, eine Schriftstellerin und Pianistin. Sie hatten vier Kinder: Marcello, Luciana, Claudio und Gabriele. Vom 16. Februar 1925 bis zum 30. September 1970 war er Violin- und Violaprofessor am Konservatorium Giuseppe Verdi in Mailand. Unter seinen Schülern waren so bekannte Solisten wie Pina Carmirelli.
Michelangelo Abbado unternahm viele Konzertreisen als Solist und Kammermusiker in wechselnden Ensembles, gründete ein Streichquartett mit Gian Francesco Malipiero und ein weiteres mit seinem eigenen Namen als erster Violinist. Er gründete 1941 das erste italienische Spezialorchester für Barockmusik, das Orchestra d’Archi, welches er von der Geige aus dirigierte, und verfasste mehrere musikhistorische und -pädagogische Bücher. Ein Theatersaal in Alba wurde nach ihm benannt.
Michelangelo Abbado war Vater des Dirigenten Claudio Abbado, den er zunächst selbst im Geigenspiel unterrichtete. Der Dirigent Roberto Abbado, der Sohn seines Sohnes Marcello, ist sein Enkel.

## Werke (Auswahl)

### Unterrichtswerke für Violine
- Tecnica dei suoni armonici per violino : [Technik der harmonischen Klänge für die Violine]; publiziert bei Ricordi, G. & C., Mailand, 1934[2] in fünf Bänden OCLC 898536255
- Come studiare i Capricci Paganini  [Wie man die Capricci von Paganini erlernt],  Edizioni Suvini Zerboni, Mailand, 1973 OCLC 678860971

### Musikalische Kompositionen
- 12 studi su un tema per violino solo; [12 Studien über ein Thema für Violine solo]; publiziert bei Ricordi, Mailand, 1966 OCLC 3811479 I Agitato, ma non troppo presto II Non troppo lento - Lo stesso tempo III Con spirito IV Andante mesto V Vivace VI Molto sostenuto - Allegro deciso  VII Andante tranquillo VIII Deciso, con fantasia (alla Schumann) - Lievemente mosso, ma calmo - Tenpo I IX Grave - Moderato - Grave X Prestissimo Xi Mosso  XII Lento e Fuga per Violino scordato

### Bearbeitungen für Violine
- Christoph Willibald Gluck: Danza degli spiriti beati, Transkription für Violine und Klavier, 1936 publiziert bei Carisch in Mailand
- Giovanni Battista Viotti: Violinkonzert Nr. 18 e-moll, Ausgabe für Violine und Klavier mit Kadenzen von Michelangelo Abbado, 1937 publiziert bei G. Ricordi in Mailand
- Johannes Brahms:
  - Danza ungherese [Ungarischer Tanz] Nr. 1, Transkription für Violine und Klavier von Michelangelo Abbado, 1938 publiziert bei G. Ricordi in Mailand
  - Danza ungherese [Ungarischer Tanz] Nr. 5, Transkription für Violine und Klavier von Michelangelo Abbado, 1938 publiziert bei G. Ricordi in Mailand
  - Valzer, Transkription für Violine und Klavier von Michelangelo Abbado, 1938 publiziert bei G. Ricordi in Mailand
  - Danza ungherese [Ungarischer Tanz] Nr. 7, Transkription für Violine und Klavier von Michelangelo Abbado, 1939 publiziert bei G. Ricordi in Mailand
- Niccolo Paganini:
  - Adagio amoroso e tamburino für Violine (aus der Sonate op. 3 Nr. 5 für Violine und Gitarre) bearbeitet und revidiert für Violine und Klavier von Michelangelo Abbado, 1940 publiziert bei G. Ricordi in Mailand
  - Sonata Napoleone für Violine (auf der vierten Saite zu spielen), bearbeitet und revidiert für Violine und Klavier von Michelangelo Abbado, 1940 publiziert bei G. Ricordi in Mailand
- Giuseppe Tartini:
  - Due Sonate a quattro, für zwei Violinen, Viola und Violoncello, bearbeitet und revidiert von Michelangelo Abbado, 1940 publiziert bei G. Ricordi in Mailand
  - Adagio für Streichorchester und Orgel ad libitum aus dem Concerto in C, transkribiert und ausgearbeitet von Michelangelo Abbado, 1941 publiziert bei G. Ricordi in Mailand
  - Adagio Violine und Klavier aus dem Concerto in C, transkribiert und ausgearbeitet von Michelangelo Abbado, 1941 publiziert bei G. Ricordi in Mailand
  - Concerto grosso a-moll für Streichorchester und Klavier  ausgearbeitet von Michelangelo Abbado, 1941 publiziert bei G. Ricordi in Mailand
  - Konzert in D für Violine, Streichorchester und Klavier  ausgearbeitet von Michelangelo Abbado, 1941 publiziert bei G. Ricordi in Mailand
- Alessandro Rolla: Konzert für Violine und Orchester A-Dur, Klavierauszug mit Kadenzen von Michelangelo Abbado, 1942 publiziert bei G. Ricordi in Mailand
- Giuseppe Savagnone (1902–1984): Konzert für Violine und Orchester C-Dur, Klavierauszug und Violinstimme eingerichtet von Michelangelo Abbado, 1943 bei De Santis in Rom veröffentlicht